# Управління брендом
Управлі́ння бре́ндом, також бренд-менеджмент, бре́ндинг — застосування маркетингових технологій до конкретного продукту, продуктової лінійки чи бренду.
Брендинг передбачає створення системи цінностей відносно конкретного продукту, продуктової лінійки чи бренду.
Бре́ндинг — це діяльність зі створення тривалої прихильності до товару на основі спільного впливу на споживача рекламних повідомлень, товарної марки, пакування, матеріалів для стимулювання збуту та інших елементів комунікації, об'єднаних певною ідеєю та фірмовим оформленням, які виокремлюють товар серед конкурентів і створюють його образ. Брендинг об'єднує творчі зусилля рекламодавця, рекламної агенції, торгових фірм та посередників у широкомасштабному впливові на свідомість споживача бренд-іміджу — персоніфікованого позитивного образу торговельної марки на основі науково обґрунтованих висновків маркетингових досліджень. На думку Девіда Огілві (англ. David Ogilvy), «товаровиробник, який присвячує свою рекламу створенню найсприятливішого образу і відмінності свого бренду від конкурентів, завоює найбільшу частку ринку і довго одержуватиме максимальний прибуток».
Брендинг допомагає:
- підтримувати запланований обсяг продажу на конкретному ринку і реалізовувати на ньому довгострокову програму зі створення та закріплення у свідомості споживачів образу товару або товарної групи;
- забезпечити збільшення прибутковості внаслідок розширення асортименту товарів і знань про їхні загальні унікальні якості, впроваджуваних за допомогою колективного образу;
- передати в рекламних матеріалах і кампаніях культуру країни, регіону, міста, де виготовлений товар, врахувати запити споживачів, для яких він призначений, а також особливості території, де він продається;
- використовувати три фактори, важливі для звернення до рекламної аудиторії: історичні корені, національний менталітет, нинішні реалії і прогнози на перспективу.

Управління брендом потребує вміння рекламодавця і рекламної агенції працювати з інтелектуальною власністю, товарними знаками, дизайном і текстами.
Бренд-менеджмент — це управлінська діяльність щодо формування, підтримки та розвитку бренда, спрямована на досягнення стратегічних цілей і реалізацію довгострокових програм (створення і підтримки конкурентних переваг бренда, позиціонування, підвищення лояльності споживачів та сили бренда) для зростання вартості капіталу бренда.
Ідентифікація торгової марки в процесі рекламного контакту необхідна для досягнення першої комунікативної мети брендингу — створення поінформованості. Поінформованість може виражатися у двох формах: популярність торгової марки та згадування про неї.
При створенні поінформованості використовується принцип кодування, сформульований психологом Енделем Тулвінгом (естон. Endel Tulving): «успішне відтворення (в пам'яті) залежить від збігу інформації, закодованої під час запам'ятовування, з інформацією, яка існує на час її відтворення», тобто якщо споживачеві необхідно впізнати упаковку товару, то реклама повинна чітко показати товар у фірмовій упаковці серед аналогічних товарів відповідної категорії (так, як він побачить товар у магазині).
Розширення сімейства марки — застосування торгової марки, яка має успіх, для пропонування під тією самою марочною назвою додаткових якостей товару певної категорії, наприклад, нові смакові якості, форма, колір, додаткові інгредієнти або змінені розміри упаковки.

## Управління брендом у соціальних мережах
Незважаючи на те, що соціальні медіа змінили тактику маркетингових брендів, її головні цілі залишаються незмінними; залучати та утримувати клієнтів. Однак зараз компанії пережили новий виклик із впровадженням соціальних медіа. Ця зміна знаходить правильний баланс між розширенням можливостей клієнтів поширювати інформацію про бренд за допомогою вірусних платформ, одночасно контролюючи власні стратегічні маркетингові цілі компанії.
Усний маркетинг через соціальні медіа підпадає під категорію вірусного маркетингу, який широко описує будь-яку стратегію, яка заохочує людей поширювати повідомлення, тим самим створюючи потенціал для експоненціального зростання експозиції та впливу повідомлення. Основні форми цього можна побачити, коли клієнт робить заяву про товар чи компанію або підтримує бренд. Ця маркетингова техніка дозволяє користувачам поширювати інформацію про бренд, що створює привабливість для компанії. Через це бренди зацікавились вивченням чи використанням соціальних медіа для комерційної вигоди.